# Chigongwe
Chigongwe è una circoscrizione del distretto urbano di Dodoma, regione di Dodoma. Conta una popolazione di 7 281 abitanti (censimento 2012).